# يحيى سانو
يايا سانو أو يحيى سانو (مواليد 29 ديسمبر 1993) هو لاعب كرة قدم بوركيني دولي يلعب في مركز الدفاع لصالح نادي بني سويف المصري.

## مسيرة
ولد في بوبوديولاسو، ولعب كرة القدم مع نادي بوبوديولاسو [الإنجليزية]، وإنبي، وبني سويف.